# Gintsi
Gintsi (bulgariska: Гинци) är ett distrikt i Bulgarien.   Det ligger i kommunen Obsjtina Godetj och regionen Sofijska oblast, i den västra delen av landet, 50 km norr om huvudstaden Sofia.
Omgivningarna runt Gintsi är en mosaik av jordbruksmark och naturlig växtlighet. Runt Gintsi är det glesbefolkat, med 15 invånare per kvadratkilometer.